# Przedbórz (gemeente)
De gemeente Przedbórz is een stad- en landgemeente in het Poolse woiwodschap Łódź, in powiat Radomszczański.
De zetel van de gemeente is in Przedbórz.
Op 30 juni 2004 telde de gemeente 7682 inwoners.

## Oppervlakte gegevens
In 2002 bedroeg de totale oppervlakte van gemeente Przedbórz 189,94 km², waarvan:
- agrarisch gebied: 40%
- bossen: 53%

De gemeente beslaat 13,16% van de totale oppervlakte van de powiat.

## Demografie
Stand op 30 juni 2004:
| Omschrijving                   | Totaal | Totaal | Vrouwen | Vrouwen | Mannen | Mannen |
| ------------------------------ | ------ | ------ | ------- | ------- | ------ | ------ |
| eenheid                        | aantal | %      | aantal  | %       | aantal | %      |
| inwoners                       | 7682   | 100    | 3832    | 49,9    | 3850   | 50,1   |
| bevolkingsdichtheid (inw./km²) | 40,4   | 40,4   | 20,2    | 20,2    | 20,3   | 20,3   |

In 2002 bedroeg het gemiddelde inkomen per inwoner 1308,97 zł.

## Administratieve plaatsen (sołectwo)
Borowa, Brzostek, Chałupki, Faliszew, Gaj, Góry Mokre, Góry Suche, Grobla, Jabłonna, Józefów (sołectwa: Józefów koło Gór Mokrych en Józefów Stary), Kajetanów, Kaleń, Miejskie Pola, Mojżeszów, Nosalewice, Piskorzeniec, Policzko, Przyłanki, Stara Wieś, Taras, Wojciechów, Wola Przedborska, Wygwizdów, Wymysłów, Zagacie, Zuzowy, Żeleźnica.

## Aangrenzende gemeenten
Aleksandrów, Fałków, Kluczewsko, Krasocin, Masłowice, Ręczno, Słupia (Konecka), Wielgomłyny